# Phila Ire
Pour les articles homonymes, voir Phila.
Titres
Reine de Macédoine
294 av. J.-C. – 288 av. J.-C.
Reine d'Asie
306 av. J.-C. – 301 av. J.-C.
Phila Ire (en grec ancien : Φίλα Α΄), née vers 350 av. J.-C. et morte par suicide en 287 av. J.-C. à Potidée, est une reine de Macédoine appartenant à la dynastie des Antipatrides, qui règne de 294 à 288 av. J.-C.
Elle est l'une des trois filles d'Antipater et épouse successivement Balacros, Cratère puis Démétrios Poliorcète.

## Biographie
D'une grande intelligence, les sources antiques disent que son père, Antipater, la consultait régulièrement sur des questions politiques.

### Unions diplomatiques
À la mort d'Alexandre le Grand en 323 av. J.-C., les Diadoques cimentent les accords de Babylone par des unions matrimoniales. C'est ainsi que Phila, veuve de Balacros, épouse Cratère (donnée par son père en remerciement de l'aide de Cratère dans la guerre lamiaque), l'un des plus prestigieux officiers d'Alexandre. Son mari meurt au combat contre Eumène de Cardia en 321.
La même année, lors du sommet de Triparadisos qui suit la défaite de Perdiccas, de nouvelles alliances sont scellées : Phila épouse en 3e noces, malgré la différence d'âge, Démétrios, le fils d'Antigone le Borgne, qui est alors âgé de 17 ans. Peu après son mariage, elle semble avoir gagné l'Asie où elle réside jusqu'à l'avènement de Démétrios en Macédoine. Jusqu'en 307, Phila est la seule épouse de Démétrios.

### Reine
Cette union entre Phila et Démétrios, qui va durer 33 ans, n'est guère heureuse : Démétrios s'entoure rapidement de nombreuses maîtresses et prend même quatre autres épouses. Phila semble avoir vécu principalement à Chypre, d'où elle a envoyé des lettres et des cadeaux coûteux à son mari pendant qu'il assiégeait Rhodes.
Reine de Macédoine en 294 av. J.-C. après que Démétrios soit parvenu à s'emparer du trône en éliminant les héritiers de Cassandre, Phila, que les sources anciennes présentent comme une femme particulièrement vertueuse, ne semble guère avoir joué de rôle politique, sauf en 299, lorsqu'elle est envoyée à la tête d'une ambassade auprès de son frère Cassandre afin de négocier un accord. Elle demeure toutefois fidèle à son époux jusqu'au bout. En 288, après le ralliement des Macédoniens à Pyrrhus Ier, ne voulant pas survivre à la chute de son mari, elle s'empoisonne.

## Famille

### Mariage et enfants
Elle épouse tout d'abord Balacros en 332 av. J.-C., avec qui elle n'a probablement pas d'enfant.
De sa seconde union en 324 av. J.-C. avec Cratère, elle eut :
- Cratère, juriste, historien et chef militaire.

De son troisième mariage en 321 av. J.-C. avec Démétrios naissent deux enfants : 
- Antigone II Gonatas, roi de Macédoine ;
- Stratonice Ire, fille réputée pour sa grande beauté qui épouse successivement Séleucos puis le fils de ce dernier, Antiochos Ier, profondément épris de l'épouse de son père[3].